# Memorial en record del submarí INS Dakar
El memorial en record del submarí INS Dakar és un monument dedicat als 69 mariners de la Armada israeliana que navegaven a bord del submarí INS Dakar, i que van morir quan aquest vaixell es va enfonsar en la mar Mediterrània, el 1969. Les restes del submarí van ser trobades el 1999. El monument està situat en el Jardí dels soldats desapareguts en el cementiri nacional de policies i soldats del Mont Herzl, a Jerusalem, Israel. Està al costat de la paret amb els noms dels soldats desapareguts de l'Estat d'Israel. El monument va ser construït amb formigó, i té la forma d'un submarí, la part inferior del monument se submergeix en la terra. A l'interior del monument hi ha una sala amb tots els noms dels soldats que van morir en el mar, a bord de l'INS Dakar. El monument va ser construït el 1970 per l'arquitecte David Anatol Brotzkos.

## Galeria

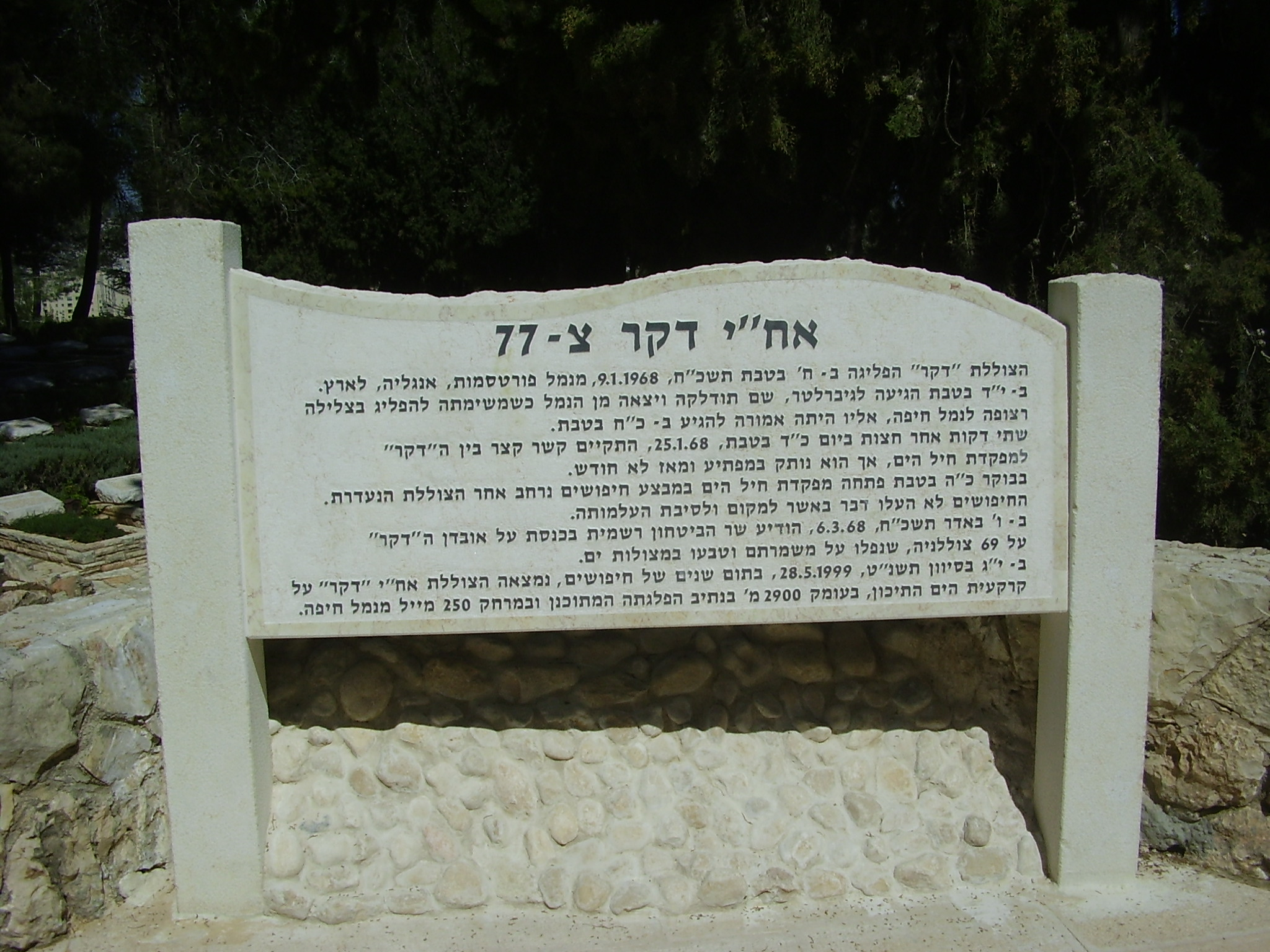
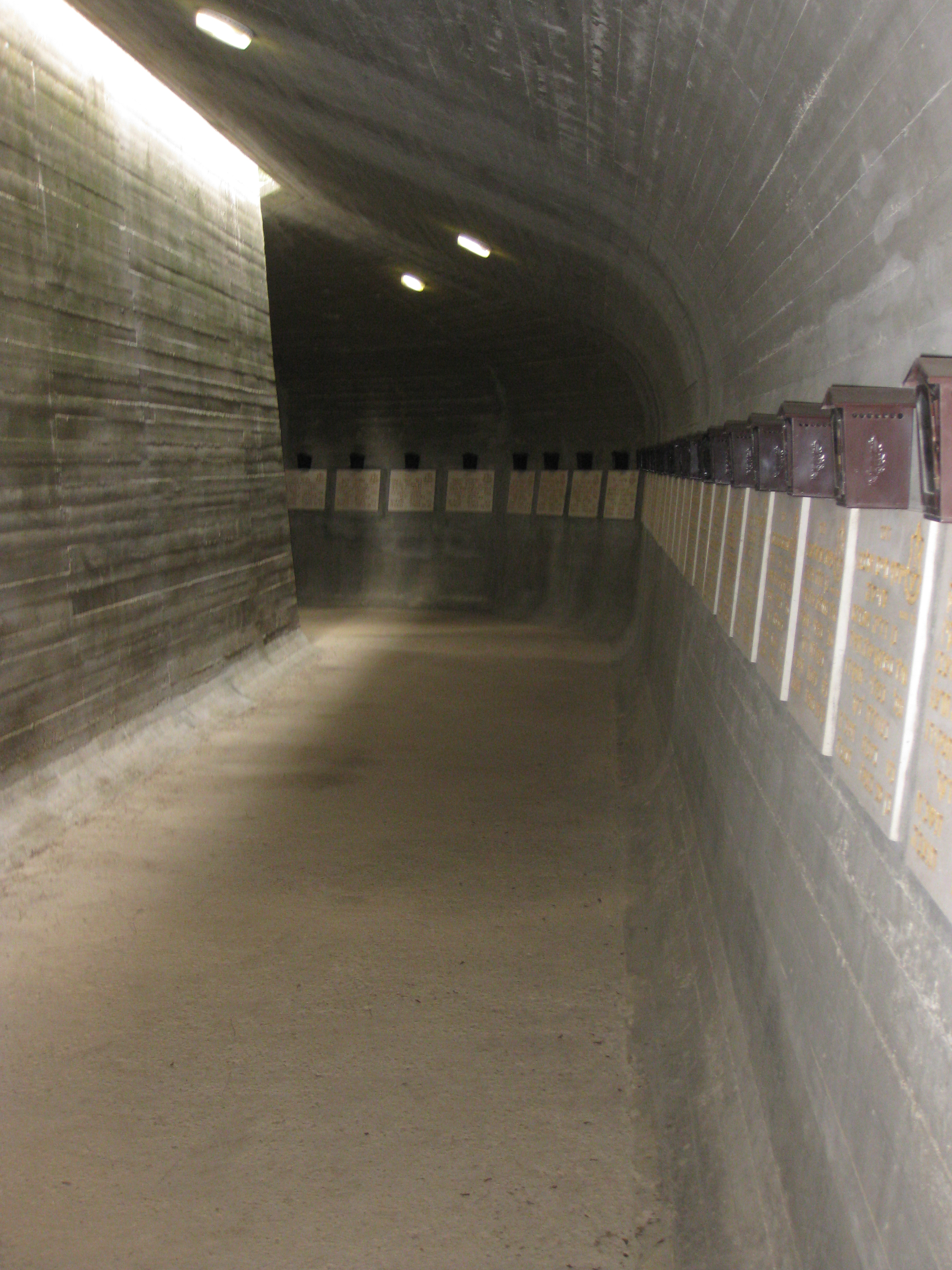
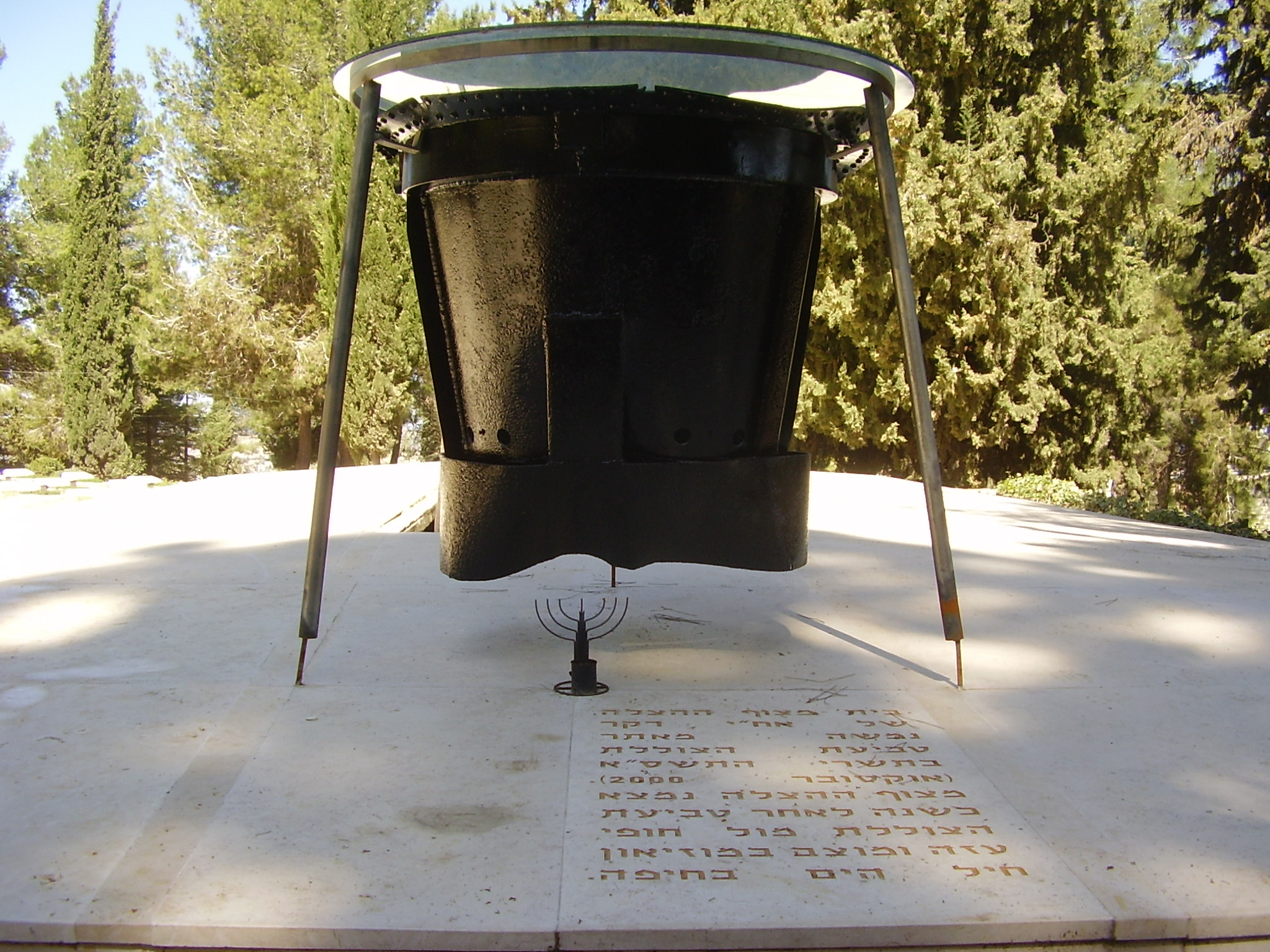